# Super Bowl XV
O Super Bowl XV foi a partida que decidiu a temporada de 1980 da NFL, realizada no Louisiana Superdome, em Nova Orleães, Luisiana, no dia 25 de janeiro de 1981. Na decisão, o Oakland Raiders, representante da AFC, bateu o Philadelphia Eagles, representante da NFC, por 27 a 10, garantindo o segundo Super Bowl na história da franquia. O MVP da partida foi o quarterback do time vencedor, Jim Plunkett. O jogo foi disputado cinco dias após o fim da Crise dos reféns americanos no Irã. Assim, esta partida game foi realizada sob fervor patriótico, já que as cerimônias pré-jogo homenagearam a conclusão da crise.
Os Raiders estavam chegando ao seu terceiro Super Bowl após terminarem a temporada regular com onze vitórias e cinco derrotas na temporada regular, avançando para o Super Bowl após derrotar o Houston Oilers, o Cleveland Browns e o San Diego nos playoffs. Já os Eagles, que estavam fazendo sua primeira aparição no Super Bowl, venceram doze jogos de dezesseis no ano, passando pelo Minnesota Vikings e o Dallas Cowboys na pós-temporada.
Após dois touchdowns anotados pelo quarterback Jim Plunkett, os Raiders começaram com uma vantagem de 14 a 0 no final do primeiro quarto do Super Bowl XV, sendo que os Eagles nunca conseguiram se recuperar. O linebacker Rod Martin, de Oakland, conseguiu interceptar o QB de Philadelphia, Ron Jaworski, três vezes (um recorde no Super Bowl). Plunkett completou 13 de 21 passes para 261 jardas e passou para três touchdowns, correndo ainda para 9 jardas. Plunkett foi o segundo vencedor do Heisman Trophy a ser nomeado MVP do Super Bowl, o outro sendo Roger Staubach.

## Pontuações
- 1º Quarto
- OAK - TD: Cliff Branch, passe de 2 jardas de Jim Plunkett (ponto extra: chute de Chris Bahr) 7-0 OAK
- OAK - TD: Kenny King, passe de 80 jardas de Jim Plunkett (ponto extra: chute de Chris Bahr) 14-0 OAK
- 2º Quarto
- PHI - FG: Tony Franklin, 30 jardas 14-3 OAK
- 3º Quarto
- OAK - TD: Cliff Branch, passe de 29 jardas de Jim Plunkett (ponto extra: chute de Chris Bahr) 21-3 OAK
- OAK - FG: Chris Bahr, 46 jardas 24-3 OAK
- 4º Quarto
- PHI - TD: Keith Krepfle, passe de 8 jardas de Ron Jaworski (ponto extra: chute de Tony Franklin) 24-10 OAK
- OAK - FG: Chris Bahr, 35 jardas 27-10 OAK